# 도리스 데이
도리스 데이(영어: Doris Day, 1922년 4월 3일 ~ 2019년 5월 13일)는 미국의 배우, 가수, 동물복지운동가이다. 본명은 도리스 메리 앤 카펠호프(영어: Doris Mary Ann Kappelhoff).
1939년 빅 밴드의 가수로 첫발을 떼었다. 이윽고 레스 브라운의 밴드와 함께한 1945년 〈Sentimental Journey〉와 〈My Dreams Are Getting Better All the Time〉을 통해 차트 1위 레코드를 만들며 큰 성공을 이루었다. 이후 솔로 커리어를 추구하여 브라운 밴드를 탈퇴하고 47년에서 67년까지 650곡을 넘게 녹음하였다.
50-60년대 영화 배우로서 대인기를 누렸으며 그 시작은 할리우드 황금기인 48년작 《로맨스 온 더 하이 시즈》부터로 그 이래 다양한 장르를 넘나들며 영화에 등장하였다. 53년작 《캘러미티 제인》, 알프리드 히치콕 감독의 56년작 《나는 비밀을 알고 있다》, 59년작의 《필로우 토크》에서 주역을 연기하였으며 《무브 오버, 달링》과 《스릴 오브 잇 올》에서는 제임스 가너와 공연하였다. 68년 영화 출연을 그만두고 동년에서 73년까지 자신의 시트콤 《도리스 데이 쇼》에 출연하였다.
1989년 영화에 대한 평생공로상인 골든 글로브 세실 B. 데밀상을 수상하였다. 2004년 대통령자유훈장을 수훈하였다. 2008년 그래미 평생공로상과 가수협회 주관 전설상을 수상하였다. 2011년 로스앤젤레스 영화평론가협회에서 경력공로상을 수상하였다.